# Heinrich von Kleist
(Heinrich von Kleist, Lettera a Ulrike von Kleist, 21 novembre 1811)
Bernd Heinrich Wilhelm von Kleist (Francoforte sull'Oder, 18 ottobre 1777 – Berlino, 21 novembre 1811) è stato un drammaturgo, poeta e scrittore tedesco.
A lui è intitolato il prestigioso premio Kleist per la letteratura tedesca.

## Biografia
Heinrich von Kleist nacque a Francoforte sull'Oder il 18 ottobre 1777 (anche se egli sosteneva di essere nato il 10 ottobre) da Joachim Friedrich von Kleist, capitano dell'esercito prussiano, e dalla sua seconda moglie Juliane Ulrike; la sua famiglia apparteneva al cosiddetto Uradel, ovvero a quella nobiltà tedesca che poteva rivendicare una discendenza nobiliare almeno a partire dal XVI secolo. Suo padre morì quando egli aveva solo undici anni, e la madre, sebbene più giovane del marito di diciotto anni, morì quando il figlio aveva solo quindici anni. Rimasto orfano venne educato da un pastore luterano, Christian Ernst Martini, e dopo gli studi secondari, nel 1792 entrò nell'esercito prussiano, combatté nella battaglia del Reno del 1792 e si congedò il 4 aprile 1799 su sua stessa richiesta con il grado di luogotenente. Studiò in seguito legge e filosofia all'Università di Francoforte sull'Oder, e nel 1800 ottenne un posto di funzionario al ministero delle finanze, a Berlino, dove ebbe modo di frequentare i salotti letterari di Rahel Varnhagen von Ense (1771–1833) e Henriette Herz (1764–1847). Questi sono anche gli anni della cosiddetta "crisi kantiana"; non sappiamo quale opera Kleist avesse letto del filosofo di Königsberg, ma sappiamo dal suo epistolario che fu un evento che lo scosse particolarmente. Kleist interpretò il messaggio kantiano male ed in chiave pessimistica, arrivando a credere che nel mondo e nella vita la verità sia inconoscibile ed impenetrabile.
Nel 1801 lasciò Berlino e si recò a Parigi, via Dresda in compagnia della sorella Ulrike e di seguito raggiunse Berna in Svizzera. Si stabilì su un'isola del Lago di Thun, la Delosea-Insel, con l'intenzione di diventare contadino e di riconquistare un rapporto intimo col mondo intorno a lui. Queste elucubrazioni gli venivano dall'esperienza letteraria di Rousseau. In Svizzera Kleist trovò l'amicizia di Heinrich Zschokke e Ludwig Friedrich August Wieland, figlio del poeta Christoph Martin Wieland, a cui lesse il suo primo dramma, la malinconica tragedia Die Familie Schroffenstein (1803), intitolata in origine Die Familie Ghonorez. Sempre qui, con modalità che ricordano la stesura del Frankenstein di Mary Shelley, Kleist scrisse Der zerbrochne Krug ("La brocca rotta"). In Svizzera Kleist ruppe il fidanzamento con Wilhelmine von Zenge, tra l'altro vicina di casa a Francoforte sull'Oder, perché non volle seguirlo nei suoi viaggi.

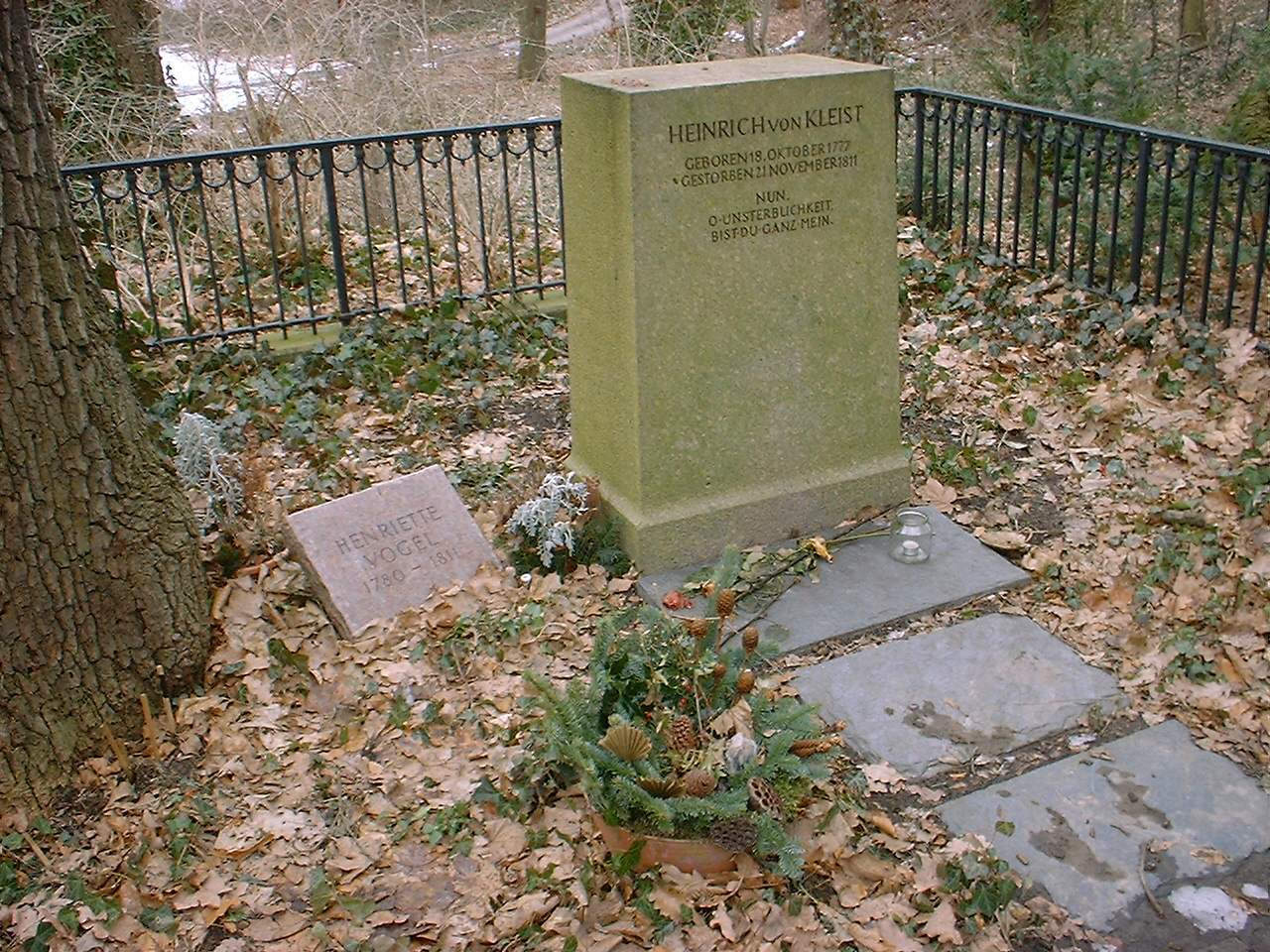
Tomba di Kleist a Berlino

In seguito a una lunga malattia, nell'autunno del 1802 Kleist tornò in Germania; fece visita a Goethe, Schiller e Wieland a Weimar, soggiornò per un certo periodo a Lipsia e a Dresda, recandosi poi nuovamente a Parigi. Qui, in preda ad una crisi artistica ed esistenziale, Kleist bruciò il manoscritto di Robert Guiskard, Herzog der Normänner, un'opera a cui stava lavorando. Riscrisse di getto e a memoria lo splendido frammento che oggi ci rimane.
Nel 1804 tornò al suo lavoro a Berlino, e fu poi trasferito all'ufficio del demanio a Königsberg. Durante un viaggio verso Dresda del 1807 Kleist fu arrestato dai francesi per sospetto spionaggio e spedito in Francia a Châlons-sur-Marne dove rimase prigioniero per sei mesi. Durante la detenzione lavorò alla tragedia Penthesilea. Fra il 1807 e il 1808 Kleist mise a punto una delle sue opere più riuscite: il grande dramma storico-cavalleresco in 5 atti Kätchen von Heilbronn, oder Die Feuerprobe, rappresentato per la prima volta a Vienna, al Theater an der Wien il 17 marzo 1810.
Riacquistata la libertà, raggiunse Dresda dove in collaborazione con Adam Heinrich Müller (1779-1829) pubblicò l'almanacco filosofico-letterario Phöbus per il 1808. Nel 1809 andò a Praga e poi tornò a Berlino, in seguito ad una malattia e alla forte tensione psichica causatagli dal proposito di uccidere Napoleone. Qui scrisse il suo dramma più famoso e anche più travagliato, Der Prinz Friedrich von Homburg, che però fu un insuccesso, tanto da segnare la fine della sua attività poetica.
Nell'ottobre 1810 fondò un quotidiano nazionalista e conservatore: Die Berliner Abendblätter, che introdusse originali novità come la trattazione di casi di cronaca nera e altri argomenti d'interesse popolare, ma cessò le pubblicazioni nel febbraio 1811 per seri problemi con la censura. Da questo momento Kleist rimase senza lavoro, respinto dagli editori; il suo squilibrio psichico, covato per anni, ne risentì al punto che il 21 novembre si diede la morte a Berlino, sulle rive del Wannsee, insieme alla sua amica Henriette Vogel, malata di tumore. Kleist, con l'assenso di lei, la uccise con un colpo di pistola al cuore, per poi spararsi un colpo alla testa.
L'intera vita di Kleist fu caratterizzata dalla costante ricerca di una felicità ideale e illusoria, di cui vi è traccia costante nei suoi lavori. Egli fu di gran lunga il drammaturgo più importante nel movimento romantico in Germania del nord, e nessun altro autore romantico riuscì mai a raggiungere la stessa energia espressiva che egli traspose nella sua indignazione patriottica. È pur vero, però, che è difficile ed ingiusto ascrivere Kleist al Romanticismo; egli fu grande anticipatore - del tardo Romanticismo alla Hoffmann dei Racconti notturni- e rielaboratore del classico - si pensi alla sua Penthesilea.

### La lettera d'addio

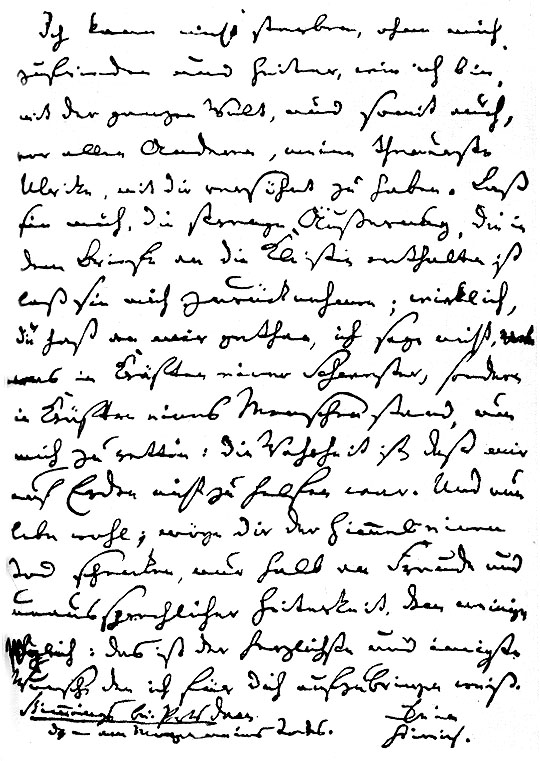
Lettera di addio indirizzata alla sorellastra Ulrike, in cui annuncia il suicidio.

## Opere

### Drammi teatrali
- La famiglia Schroffenstein (Die Familie Schroffenstein), 1803
- La brocca rotta (Der zerbrochene Krug), 1806
- Amphitryon, 1807
- Pentesilea (Penthesilea), 1808
- La battaglia di Arminio (Die Hermannsschlacht), 1808
- Caterina di Heilbronn (Das Käthchen von Heilbronn), 1810
- Il principe di Homburg (Prinz Friedrich von Homburg), 1810
- Roberto il Guiscardo (Robert Guiskard), frammento

### Racconti
- Il terremoto in Cile (Das Erdbeben in Chili), 1807
- La marchesa di O... (Die Marquise von O…), 1808
- Il fidanzamento a Santo Domingo (Die Verlobung in St. Domingo), 1808
- La mendicante di Locarno (Das Bettelweib von Locarno), 1810
- Santa Cecilia o la potenza della musica (Die heilige Cäcilie oder die Gewalt der Musik), 1810
- Michael Kohlhaas, 1808, 1810
- Il duello (Der Zweikampf), 1811
- Il trovatello (Der Findling), 1811

### Saggi
- Sul teatro di marionette (Über das Marionettentheater), 1810